# Лейденська обсерваторія
52°09′17″ пн. ш. 4°29′02″ сх. д. / 52.154861111111° пн. ш. 4.4838888888889° сх. д.
Лéйденська обсерватóрія (нід. Sterrewacht Leiden) — астрономічна обсерваторія Лейденського університету в Нідерландах. Заснована в 1633 році для розміщення квадранта Віллеброрда Снелліуса, це найстаріша діюча університетська обсерваторія у світі (єдиною старішою все ще існуючою обсерваторією є Ватиканська обсерваторія).
Спочатку обсерваторія була розташована в будівлі університету в центрі Лейдена. У 1860 році в ботанічному саду університету було побудовано нову будівлю, в якій обсерваторія працювала до 1974 року, а потім переїхала до нового університетського кампусу на північний захід від міста. В обсерваторії працювали такі відомі астрономи, як Віллем де Сіттер, Ейнар Герцшпрунг і Ян Оорт.

## Історія

### 1633-1860 роки

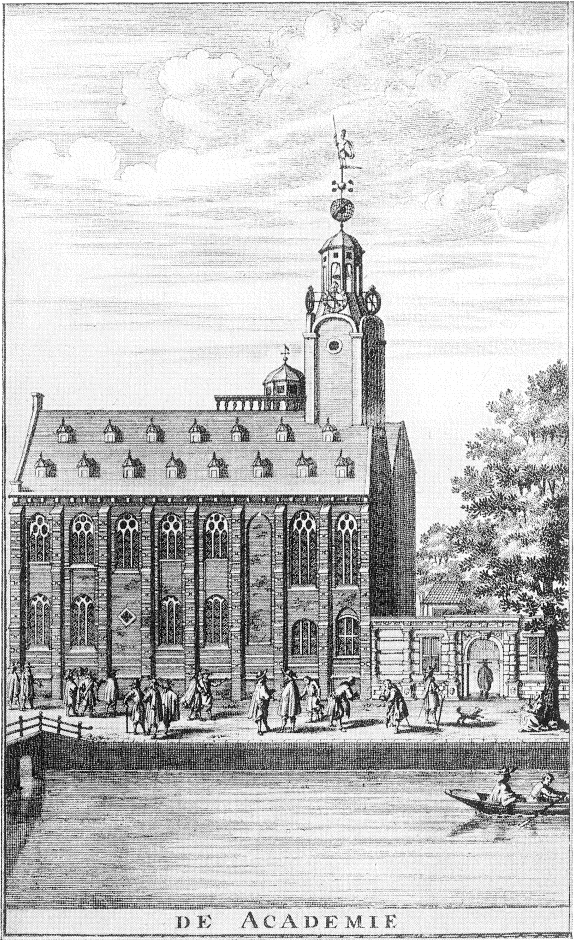
Малюнок Лейденської обсерваторії 1670 року на вершині будівлі університету.

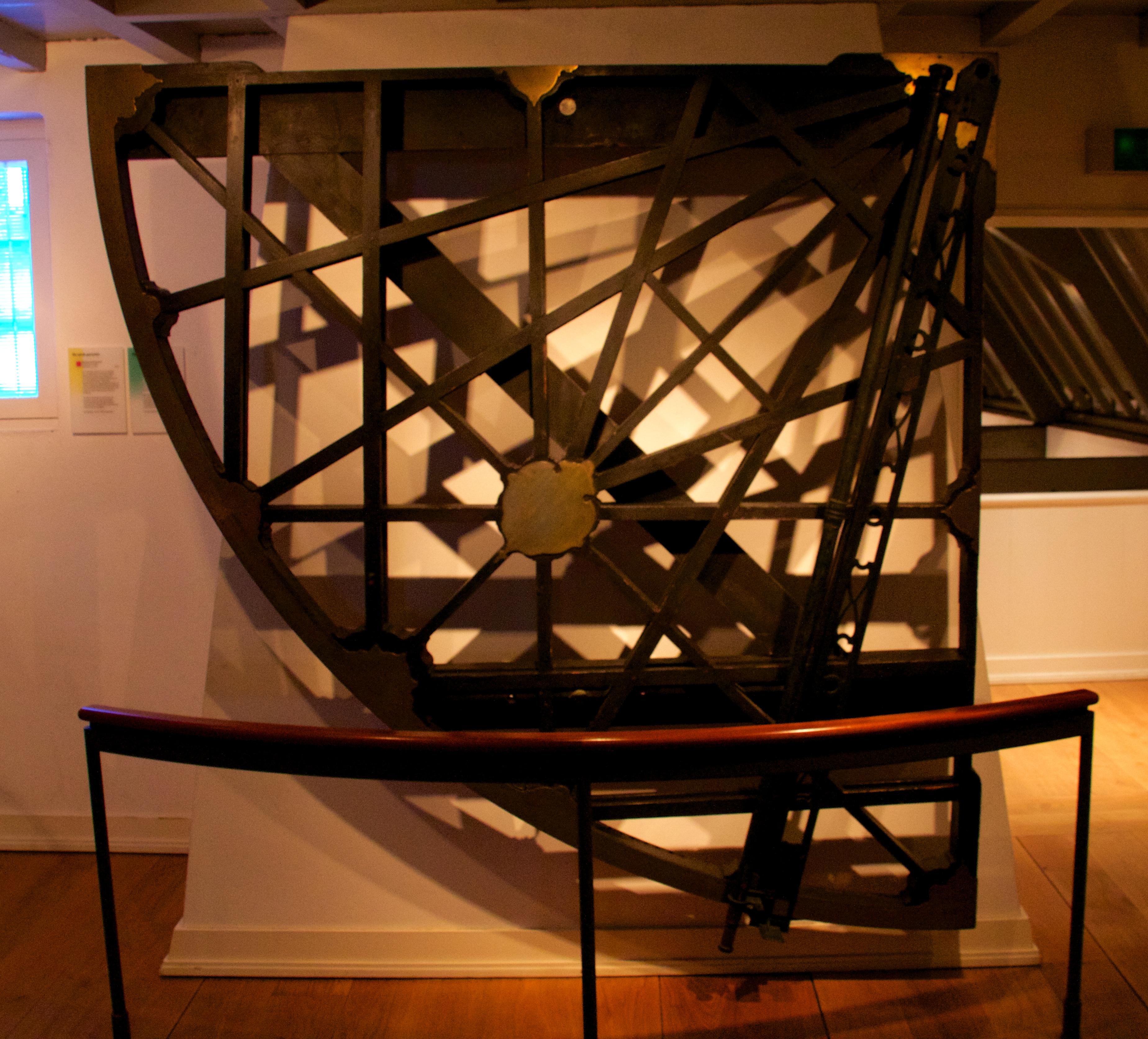
Квадрант XVII століття Віллема Снела ван Ройена.

Лейденський університет заснував обсерваторію в 1633 році. Тоді астрономія вже входила в навчальну програму університету протягом тривалого часу. Через володіння великим квадрантом, побудованим Рудольфом Снелліусом, Якобус Голіус попросив створити обсерваторію, де можна було б використовувати його. Обсерваторія була однією з перших спеціально побудованих обсерваторій в Європі. Хоча Голіус регулярно використовував обсерваторію, жодних публікацій про її використання він не залишив. Невідомо, чи мав Голіус в обсерваторії будь-які прилади, крім квадранта Снелліуса.
У 1682 році Бурхард де Вольдер став професором математики в університеті і таким чином взяв на себе відповідальність за обсерваторію. Під час його перебування на посаді обсерваторія була розширена, стару вежу було реконструйовано, була побудована друга вежа, в якій був розмістили придбаний де Вольдером латунний секстант. Обидві вежі мали поворотні дахи. Після виходу на пенсію в 1705 році де Вольдер представив каталог інструментів, який показував, що обсерваторія володіла двома іншими квадрантами, 12-дюймовим телескопом, двома об'єктивами та кількома меншими телескопами. Протягом наступних двох років обсерваторією керував Лотаріус Цумбах де Кесфельд (Lotharius Zumbach de Coesfeld) до свого призначення професором математики в Касселі в 1708 році. З того часу до 1717 року обсерваторія працювала без директора, поки Віллем Гравесанде не був призначений на цю посаду. Протягом свого керівництва обсерваторією він придбав ряд нових інструментів, включаючи нові телескопи та допоміжні пристрої. У 1742 році він помер.
Наступником Гравесанде став Йохан Лулофс (Johan Lulofs), який використовував обсерваторію для спостереження комети Галлея в 1759 році, проходження Меркурія в 1743 і 1753 роках і проходження Венери в 1761 році. Після смерті Лулофса в 1768 році керівництво обсерваторією прийняв Діонісій ван де Вейнперсе (Dionysius van de Wijnpersse). Пітер Ньюланд став директором у 1793 році й керував обсерваторією до своєї смерті в наступному 1794 році. Протягом кількох років шукали астронома, який би міг очолити обсерваторію, і лише в 1799 році на цю посаду призначили Яна Фредеріка ван Бека Калкоена, який керував обсерваторією до 1805 року.

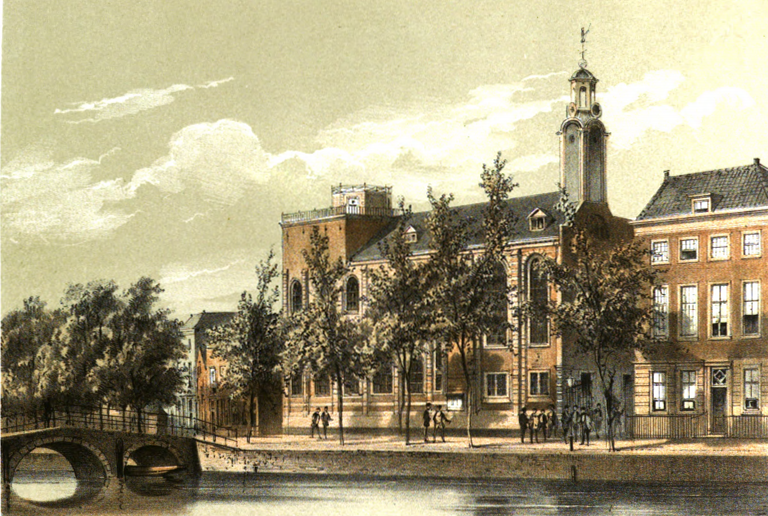
Будинок університету з обсерваторією на даху в 1859 році

У 1817 році вежі обсерваторії були знесені та перебудовані. Однак телескоп виявився непридатним для роботи. У 1837 році викладачем астрономії та директором обсерваторії був призначений Фредерік Кайзер. Він знову реконструював обсерваторію. Вежі були оснащені поворотним дахом з повними віконницями, а північно-західна вежа була зміцнена. Кайзер також придбав низку нових інструментів і телескопів, за допомогою яких він, серед іншого, проводив спостереження комет, планет та подвійних зір.
У результаті зростання інтересу до астрономії, викликаного популярними публікаціями та лекціями Кайзера, у 1853 році було створено комітет для фінансування нової обсерваторії. З 1859 по 1909 рік цивільний час у Нідерландах встановлювався відповідно до місцевого цивільного часу в обсерваторії, який телеграфом передавали в інші регіони країни.

### 1860–1974 роки

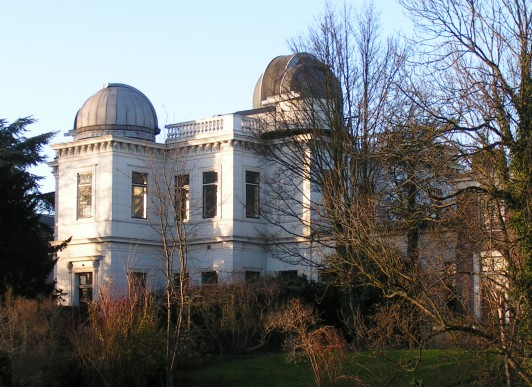
Друга будівля Лейденської обсерваторії, збудована в 1860 році.

До 1860 року було завершено будівництво нової будівлі обсерваторії. Вона була побудована в тихій частині міста, в ботанічному саду університету. Будівля містила ряд робочих кабінетів, житлових приміщень для астрономів і кілька спостережних куполів з телескопами. У 1873 році до будівлі було додано дві нові кімнати для розміщення інструментів, необхідних для перевірки морських приладів. Два куполи були перебудовані, один у 1875 році, інший у 1889 році.
До кінця XIX століття було збудовано ще кілька будівель: західну вежу (1878), східну вежу (1898), ще одну невелику будівлю (1898) для розміщення газового двигуна для вироблення електрики, який використовувався, поки обсерваторія не була під'єднана до міської електромережі. У 1896 році обсерваторія придбала свій перший фотографічний телескоп, і до 1898 року для його розміщення будувався новий купол.

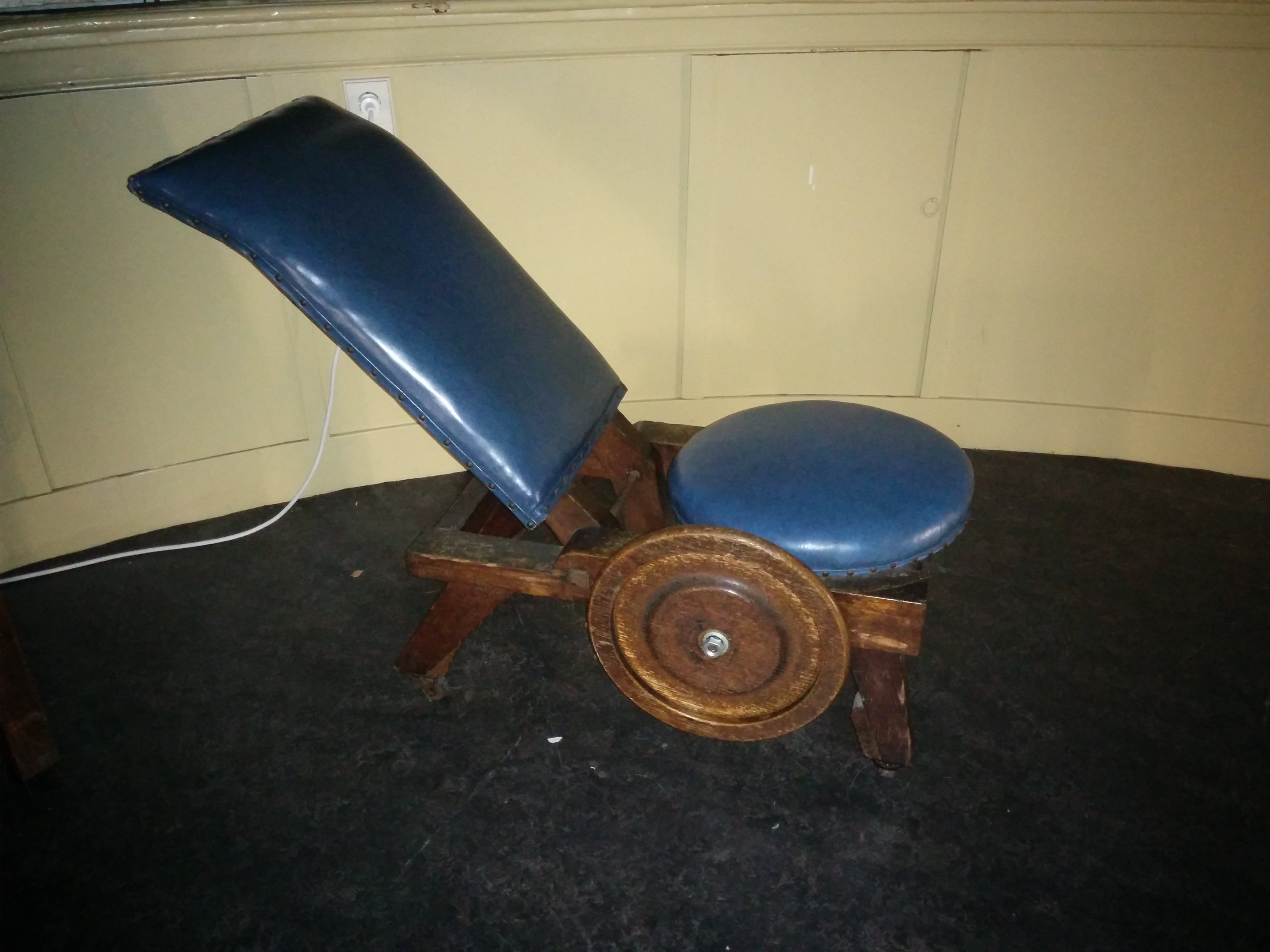
Крісло Ейнштейна

Лейденську обсерваторію кілька разів відвідував Альберт Ейнштейн, який товаришував з її директором Віллемом де Сіттером. В обсерваторії досі зберігається "крісло Ейнштейна", яким Ейнштейн кілька разів користувався під час своїх візитів до обсерваторії. Це крісло для астрономічних спостережень, виготовлене в 1861 році, є єдиним предметом меблів в обсерваторії, який датується тією епохою.
У 1923 році обсерваторія уклала дослідницьку угоду з Республіканською обсерваторією в Південній Африці, щоб дозволити дослідникам використовувати обидва об’єкти. Першим відвідувачем з Лейдена був Ейнар Герцшпрунг. У 1954 році лейденські телескопи були перевезені в Гартбеспорт. Співпраця тривала до 1972 року.
Стара будівля обсерваторії цього періоду була реставрована з 2008 по 2012 рік, а в 2010-х роках тут розмістили центр для відвідувачів і проводять екскурсії.

### З 1974 року
В 1974 році Лейденська обсерваторія переїхала до наукового кампусу на північний захід від центру міста. Хоча професійні астрономічні спостереження з самого Лейдена більше не проводяться, обсерваторія продовжує обробляти та аналізувати дані, отримані з інших місць.
Архіви Лейденської обсерваторії та її директорів зберігаються у бібліотеці Лейденського університету й доступні в цифровому вигляді.

## Директори
- 1633—1667 — Якобус Голіус[en][3]
- 1668—1681 — Хрістіан Мелдер[3]
- 1682—1705 — Бурхард де Вольдер[en][3]
- 1705—1708 — Лотаріус Зумбах де Кесфелд[3]
- 1717—1742 — Віллем Якоб 'с Ґравесанде[en][3]
- 1742—1768 — Йоган Люлофс[de][3]
- 1768—1793 — Діонісіус ван де Вейнперсе[3]
- 1793—1794 — Пітер Н'євланд[en][3]
- 1799—1805 — Ян Фредерік ван Бек Калкун[de][3]
- 1811—1826 — Корнелус Экама[nl][3]
- 1826—1837 — Пітер Эйленбрук[nl][3]
- 1837—1872 — Фредерік Кайзер[15]
- 1872—1908 — Хендрікус Ґерардус ван де Санде Бакгьойзен[en][16]
- 1908—1918 — Ернст ван де Санде Бакгьойзен[nl][17]
- 1918—1934 — Віллем де Сіттер[15]
- 1934—1945 — Ейнар Герцшпрунг[15]
- 1945—1970 — Ян Гендрик Оорт[15], Пітер Остерхофф[en]
- 1970—1996 — Гендрік ван де Гулст, Гаррі ван дер Лан[nl], Гарм Габінг[nl]
- 1996—2003 — Георге Мілей[en][18]
- 2003—2007 — Тім де Зеу
- 2007—2012 — Кун Кьойкен[nl]
- 2012—2022 — Гюб Рьотґерінґ[nl][19]
- Від 2022 — Ігнас Снеллен[de]

## Інструменти

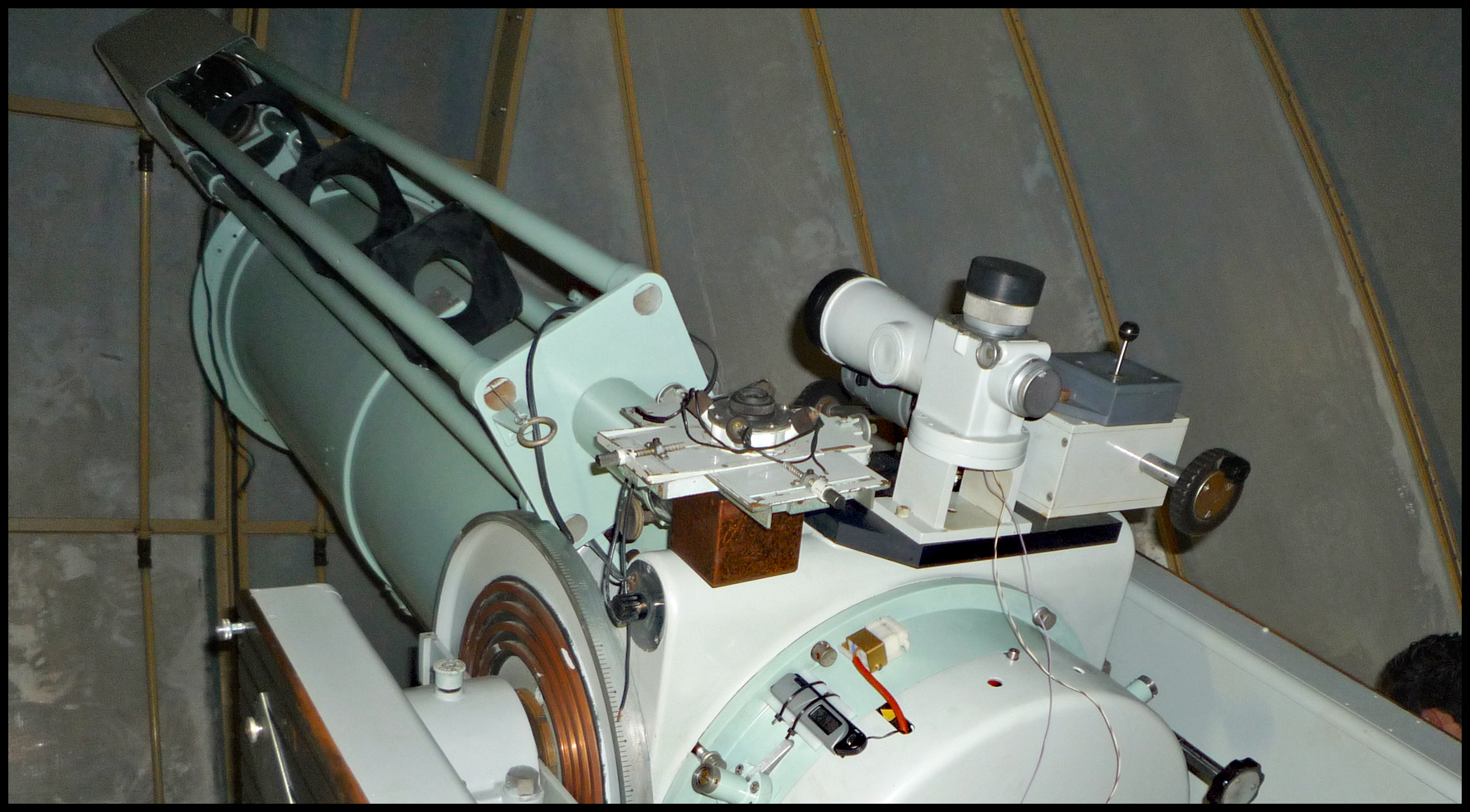
Рефлектор Зундермана

Неповний список інструментів обсерваторії:
- Рефрактор Zes-Duims Merz (16,6 см, дерев’яна телескопічна труба, 1830-і роки)
- Десятидюймовий рефрактор Репсольда (26,6 см, 1885 рік)
- Фотографічний подвійний рефрактор (1897 рік)
- Рефлектор Зундермана (дзеркало діаметром 46 см, 1947 рік)
- Геліостат

## Галерея

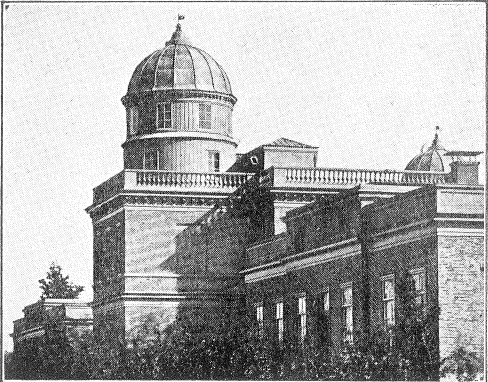
Лейденська обсерваторія 1861 року з північно-західного боку
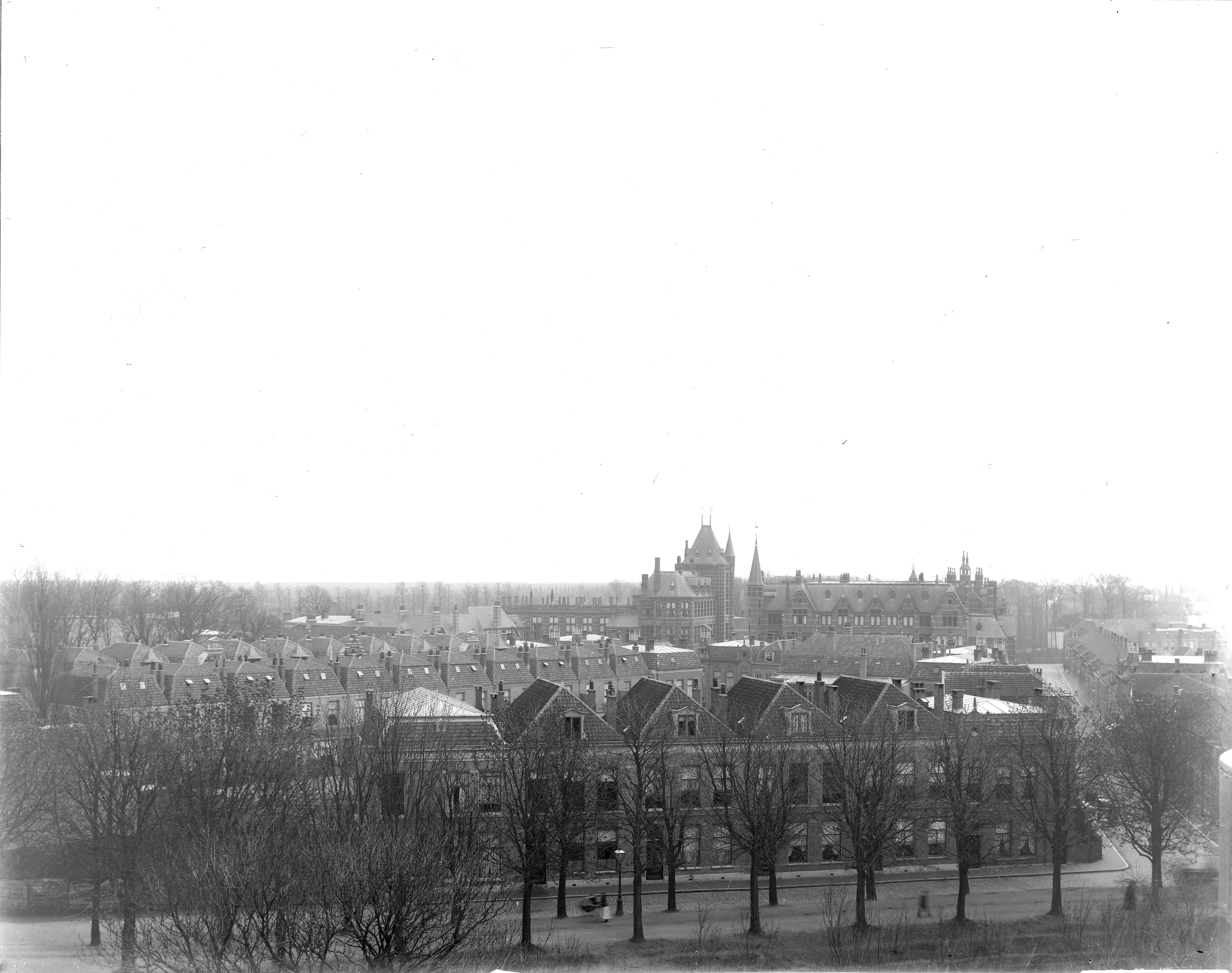
Панорамний вид на Лейден з обсерваторії, близько 1900 року
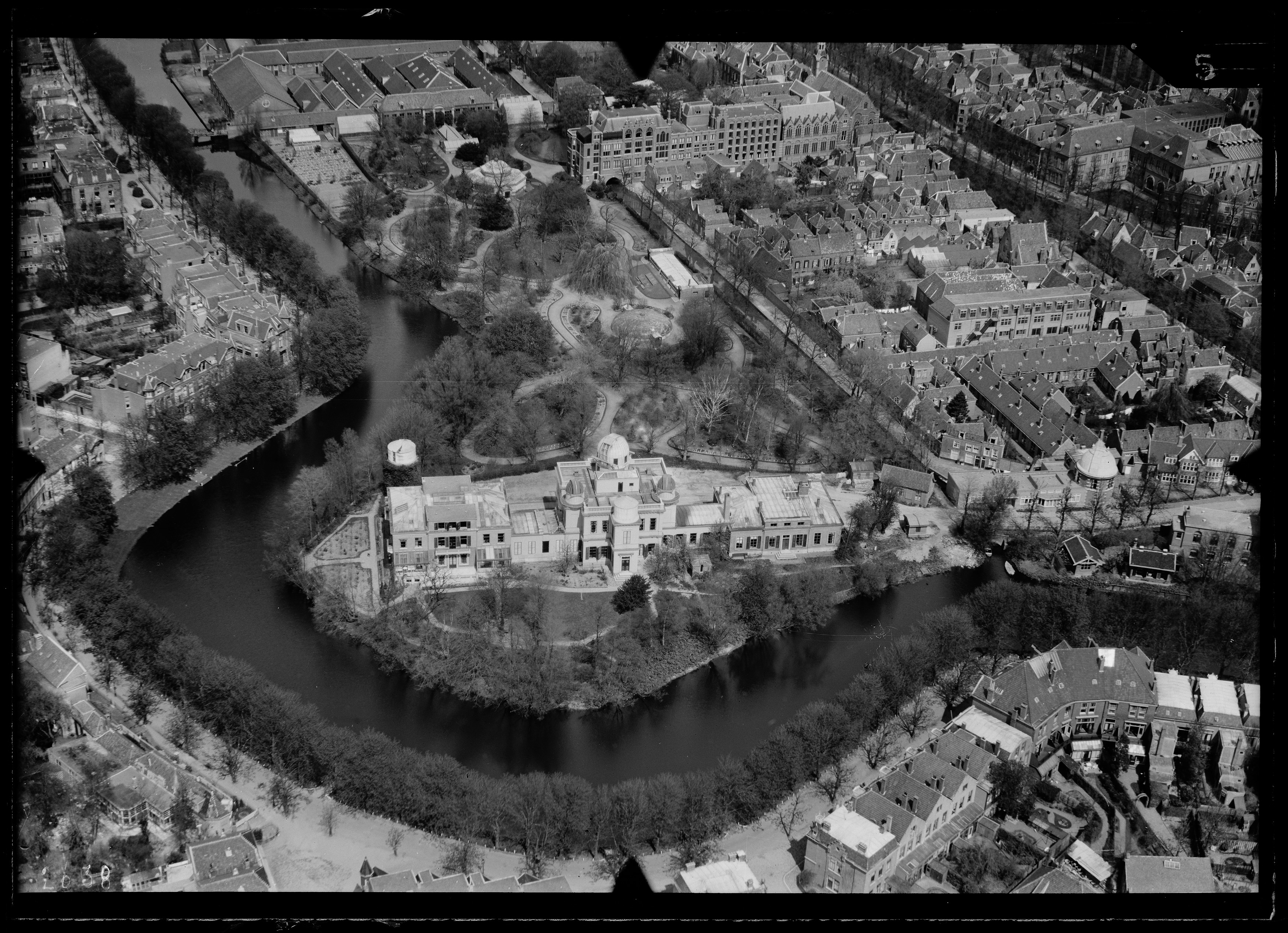
Обсерваторія та Лейденський ботанічний сад, близько 1920–1940
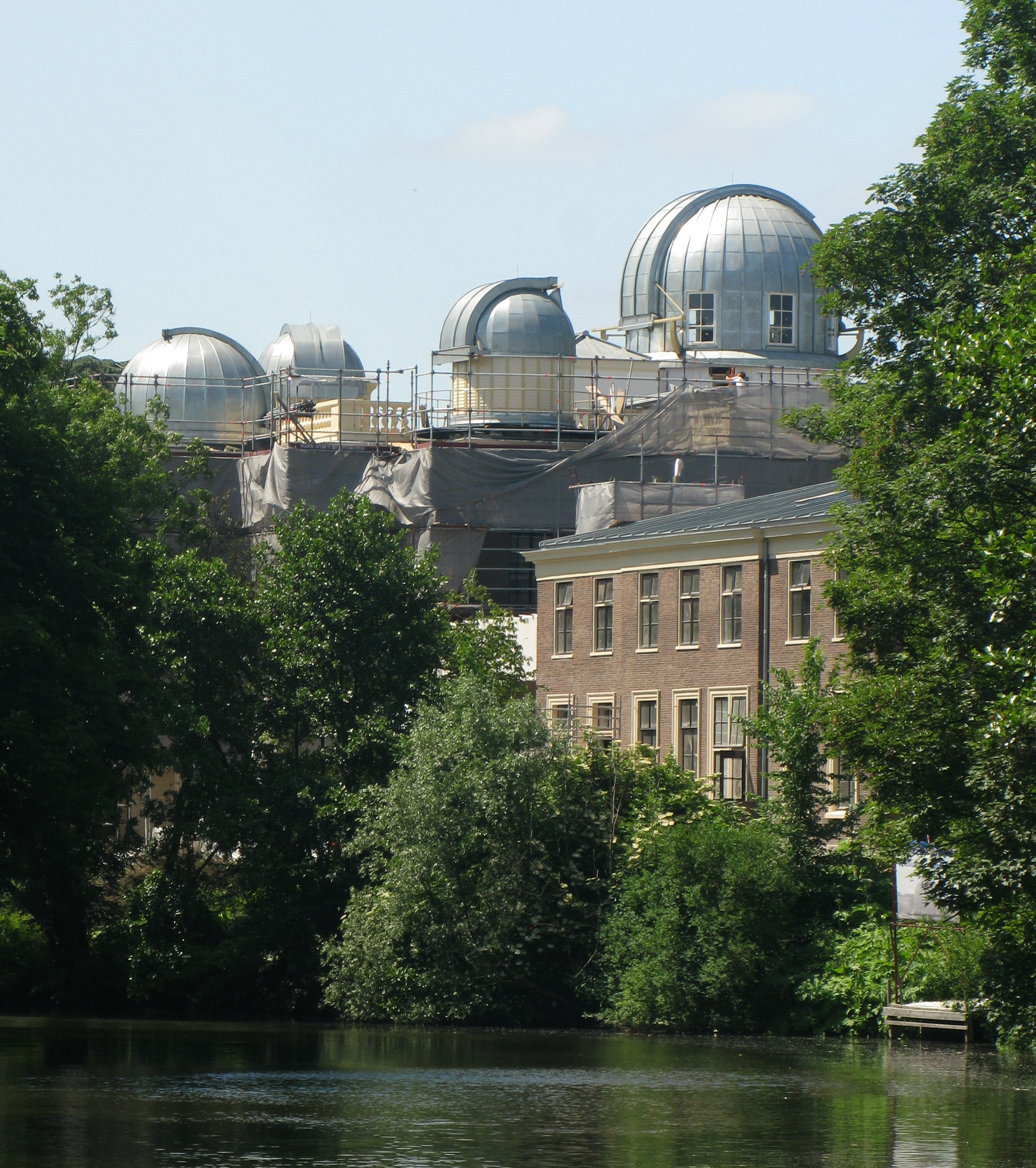
Друга будівля Лейденської обсерваторії під час реставрації (2010)
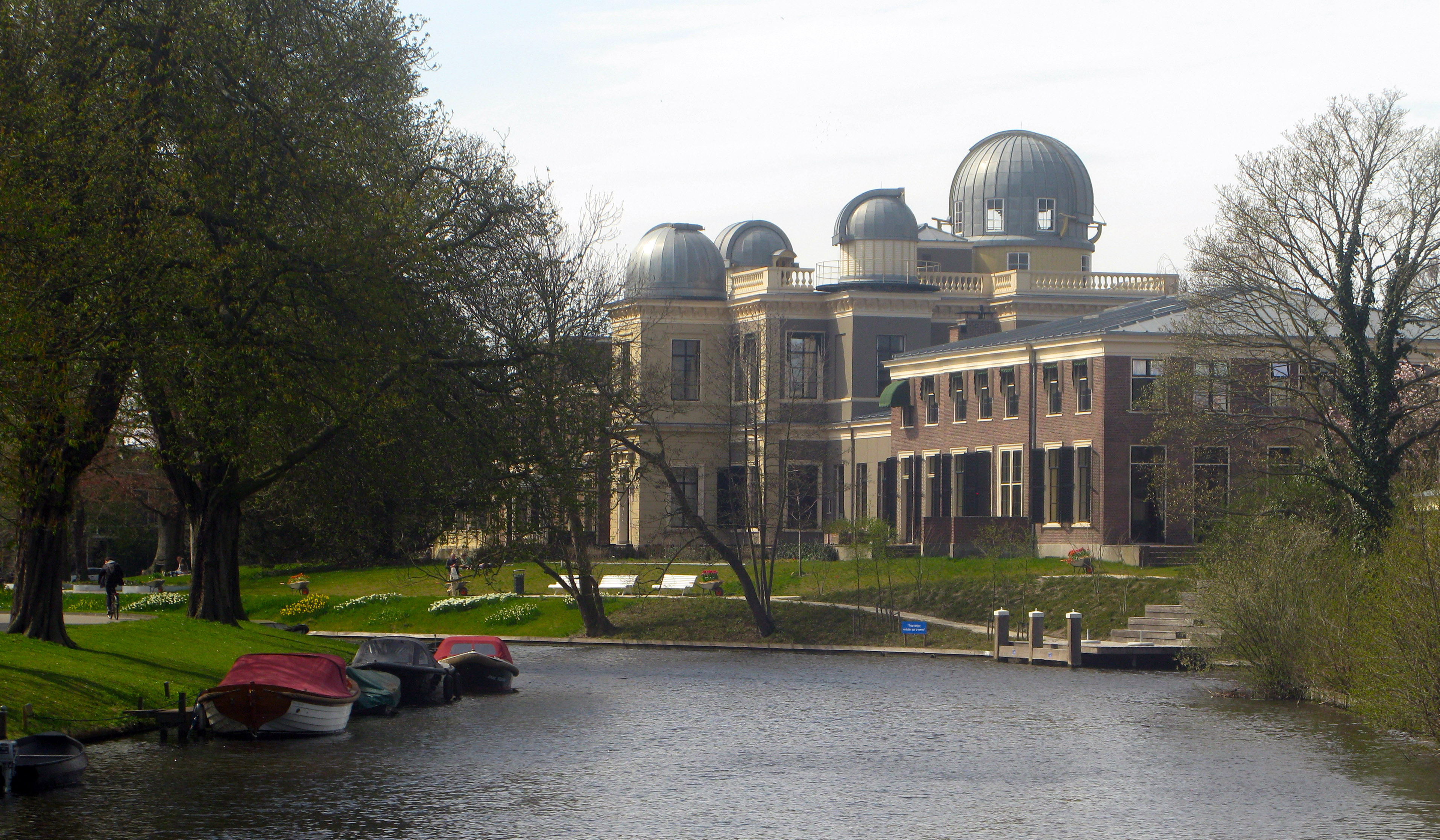
2013 рік, після реставрації
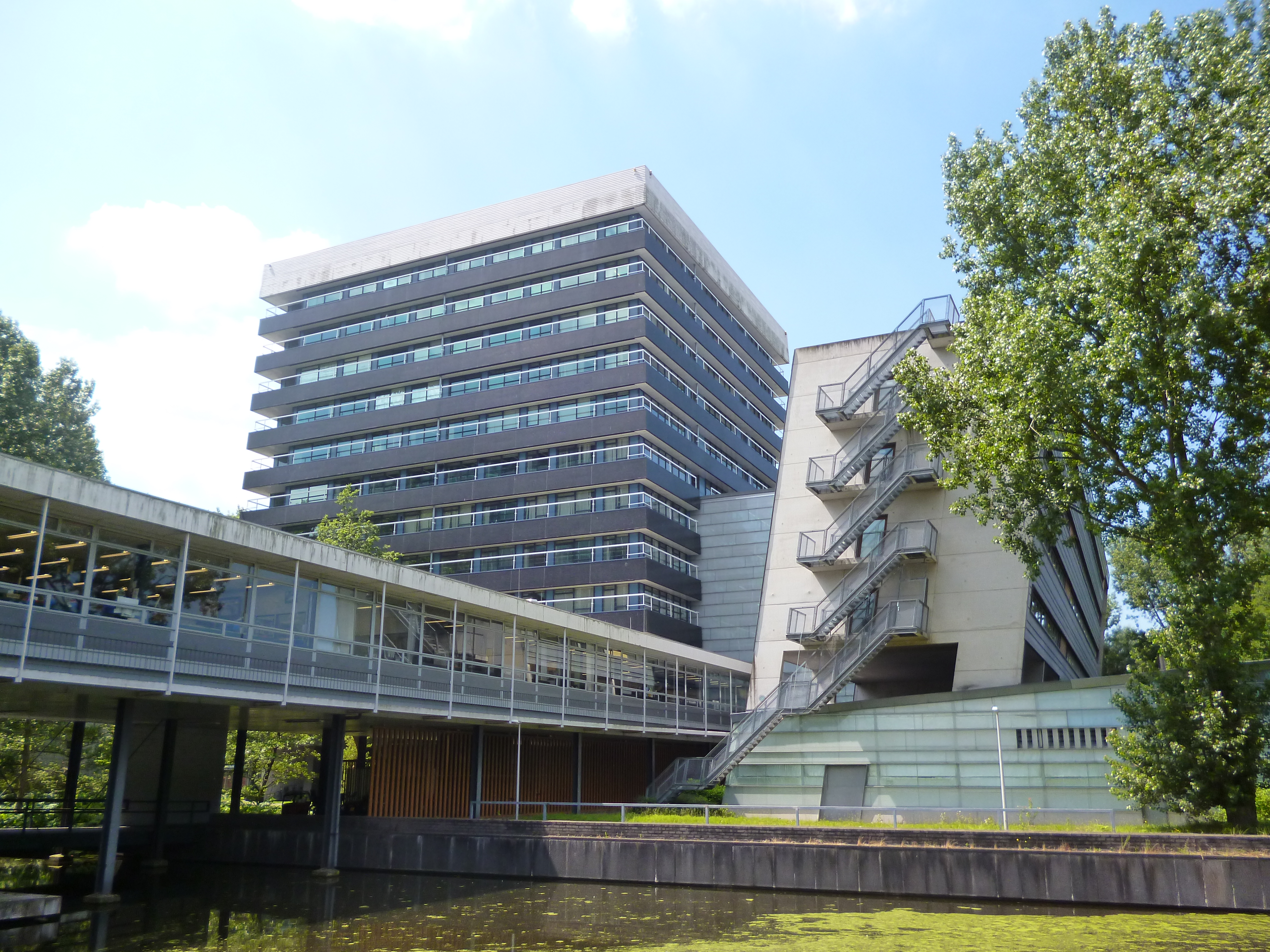
Лабораторія Гюйгенса (ліворуч) і будівля Оорта (праворуч), де зараз розташована Лейденська обсерваторія на 4, 5 та 11 поверхах